# Televisión Local en Andalucía
Las televisiones locales en Andalucía han desempeñado un papel esencial en la democratización del acceso a la información, la preservación de la cultura local y la participación ciudadana. Su desarrollo ha estado estrechamente ligado a los avances tecnológicos, la legislación autonómica y estatal, y a la iniciativa de ayuntamientos, colectivos ciudadanos y profesionales del sector audiovisual.

## Inicios y expansión (años 80 y 90)
Durante la década de 1980 comenzaron a surgir en Andalucía experiencias de televisión local, muchas de ellas impulsadas por colectivos vecinales o ayuntamientos. Aunque algunas emitían sin licencia, su carácter comunitario y su cercanía al ciudadano generaron gran aceptación social.
Una de las primeras televisiones locales consolidadas en la comunidad fue Onda Jerez TV, fundada en 1989. Posteriormente, proliferaron otras emisoras como Canal Málaga, Televisión Municipal de Granada, Canalcosta, Onda Cádiz y Tele Puerto Real.

## Papel pionero de Onda Jerez y José Antonio Carmona Otero
Uno de los casos más destacados en la historia de la televisión local andaluza es el de Onda Jerez TV, canal municipal fundado en Jerez de la Frontera el 2 de mayo de 1989, impulsado por el Ayuntamiento de la ciudad. Su primer director fue el periodista y fotógrafo jerezano José Antonio Carmona Otero, figura clave en el desarrollo de la televisión de local en España.
Carmona Otero, que había trabajado como reportero gráfico para la Agencia EFE, El Correo de Andalucía y TVE, lideró el proyecto desde sus inicios, dotando al canal de una programación innovadora y de fuerte identidad local. Onda Jerez fue pionera en retransmisiones en directo de eventos locales como la Semana Santa en Jerez de la Frontera y la Feria del Caballo, con despliegues técnicos inéditos en la televisión local de la época.
Carmona también fue cofundador de la asociación nacional de televisiones locales Local Media, en la que ejerció como vicepresidente, y presidió la Asociación Europea de Televisiones de Grandes Ciudades.

## La transición a la TDT y la regulación autonómica
La entrada del siglo XXI trajo consigo la transición tecnológica a la TDT, lo que obligó a muchas televisiones locales a adaptarse o desaparecer. En Andalucía, la Junta reguló el proceso de concesión de licencias a través de concursos públicos, lo que dejó fuera del sistema a algunas televisiones históricas que no lograron regularizar su situación.

## Situación actual y retos
Actualmente, Andalucía cuenta con una red diversa de televisiones locales, tanto públicas como privadas, que conviven con medios digitales y plataformas en línea. Sin embargo, enfrentan retos importantes: desde la sostenibilidad económica hasta la necesidad de garantizar pluralismo informativo y calidad en los contenidos.
Estudios del Consejo Audiovisual de Andalucía han señalado problemas como el excesivo tiempo de emisión dedicado a gobiernos municipales en algunas televisiones públicas, lo que plantea interrogantes sobre su independencia y equilibrio informativo.